# Rhode stalitoides
Espèce
Rhode stalitoides est une espèce d'araignées aranéomorphes de la famille des Dysderidae.

## Distribution
Cette espèce est endémique de Bosnie-Herzégovine.

## Description
Le mâle holotype mesure 4,7 mm.

## Publication originale
- Deeleman-Reinhold, 1978 : Les araignées du genre Rhode de Yougoslavie (Araneae, Dysderidae). International Journal of Speleology, vol. 9, p. 251-266 (texte intégral).